# Mako (Final Fantasy VII)
En el mundo de Final Fantasy VII, los planetas están vivos. Prueba de ello es la Corriente Vital, que es, por así decirlo, la sangre del planeta.
Esta Corriente Vital se manifiesta a través de la energía Mako, una fuerza espiritual que se renueva constantemente, engendrando nuevos seres vivos y manando de los muertos que se desvanecen.
La energía Mako es, por tanto, un cúmulo de espíritus y conocimiento en constante renovación.
Cuando la materia cristaliza, forma un mineral que se llama, simplemente, materia. La materia contiene conocimineto puro de una raza ancestral, ya extinta, conocida como Cetra. Esta materia provee de poderes mágicos a quien la emplea.
La compañía Shin-Ra, Inc. empezó a explotar y procesar la energía Mako para suministrar energía a las ciudades, sin saber que así, estaba matando poco a poco al planeta.
La energía Mako presenta un color verde azulado, brilla con gran intensidad. Cuando cristaliza puede cambiar de color, según el conocimiento que contenga la materia resultante.
Así se logran las materias, verdes, rojas, azules, moradas y amarillas, cada tipo con un efecto diferente en el personaje.
Los miembros SOLDADO de Shin-Ra eran sumergidos en esta energía tras recibir células Jénova.
La energía Mako también se puede ver presente en los ojos de la persona, si son verdes azulados significa que han sido sumergidos en esta energía.
- Datos: Q99445573